# Jairus Lyles
Jairus Lyles (Silver Spring, Maryland, 6 de julio de 1995) es un baloncestista estadounidense que pertenece a la plantilla de los Basketball Löwen Braunschweig de la Basketball Bundesliga. Con 1,88 metros de estatura, juega en la posición de base. 

## Trayectoria deportiva

### Universidad
Jugó su temporada freshman con los Rams de la Universidad de la Mancomunidad de Virginia, pero apenas jugó tres minutos por partido, anotando apenas un par de tiros de campo en toda la temporada. La temporada siguiente fue transferido a los Robert Morris Colonials, pero se vio obligado a no jugar debido a las normas de la NCAA.
Tras un semestre en la universidad, fue transferido a los Retrievers de la Universidad de Maryland, Condado de Baltimore, donde disputó tres temporadas, en las que promedió 20,4 puntos, 5,9 rebotes, 3,0 asistencias y 2,0 robos de balón  por partido. En 2016 y 2017 fue incluido en el segundo mejor quinteto de la America East Conference, mientras que en 2018 lo fue en el primero.

### Profesional
Tras no ser elegido en el Draft de la NBA de 2018, disputó la NBA Summer League con Utah Jazz, jugando cinco partidos en los que promedió 6,8 puntos y 3,8 rebotes. El 12 de julio firmó contrato con los Jazz. Fue despedido dos días antes del comienzo de la temporada. Finalmente sería fichado por el filial de los Jazz en la G League, los Salt Lake City Stars.